# Segel-Motorboot-Club Friedrichshafen
Der Segel-Motorboot-Club Friedrichshafen e.V. (SMCF) ist ein 1977 gegründeter Yachtclub in Friedrichshafen. Er ist im Deutschen Segler-Verband und im Deutschen Motoryachtverband vertreten.

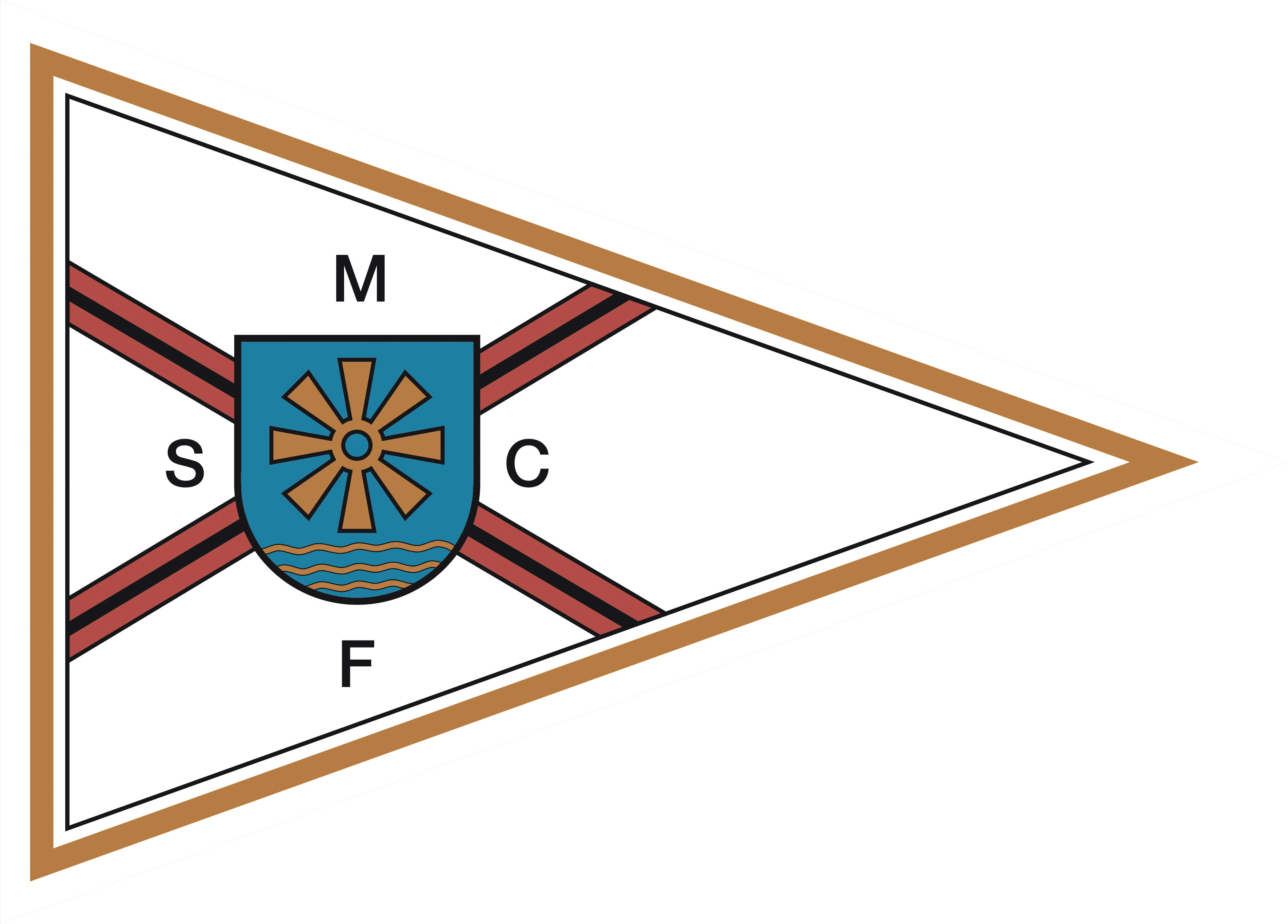
Wimpel des Segel-Motorboot-Club Friedrichshafen

## Geschichte
Gegründet wurde der SMCF im Jahr 1977 durch Segler und Motorbootfahrer im damals relativ jungen hinteren Bundesbahnhafen. Mit der Oldtimerregatta 1978 richtete der SMCF erstmals eine Regatta aus. 1983 kam die Friedrichshafener Einhandregatta hinzu, die heute zusammen mit der Oldtimerregatta den Saisonabschluss des SMCF bildet und während der Interboot zahlreiche Besucher anzieht. 1985 folgte die erste IOR-Regatta, aus der sich später die IMS-Regatta entwickeln sollte. 1986 wurde die erste Graf-Zeppelin-Regatta gestartet.
1991 veranstaltete der SMCF im Rahmen der achten Friedrichshafener Segelwoche den Worldcup der X-99-Yachten mit Crews aus Japan, Hongkong, USA und fast allen europäischen Staaten. 1994 folgte der Deutschland-Pokal der First Class 8, 1995 der Worldcup der Shark 24. Im Jahr 1999 richtete der SMCF die Schweizer Meisterschaft und German Open der X-99 aus. Das 25-jährige Jubiläum 2002 feierte der SMCF mit dem Internationalen Deutschlandpokal der Bootsklassen First Class 8 und der 8m One Design sowie dem Internationalen Bodenseepokal der X-99 und der Beneteau 25.
2008 veranstaltete der SMCF den Worldcup der Aphrodite 101, 2014 den Europacup der Surprise-Yachten.
Seit März 2017 ist Ralf Steck Präsident des SMCF, im gleichen Jahr feierte der Verein sein 40-jähriges Jubiläum.
2019 fand beim SMCF erneut der Europacup der Surprise statt.

### Friedrichshafener Segelwoche
Im Jahr 1984 fand auf Anregung von Club-Präsident Willi Ihrig die erste Friedrichshafener Segelwoche statt. Die dabei durchgeführte Internationale Deutsche Meisterschaft der 470er-Jollen zeigte schon damals den hohen sportlichen Anspruch des SMCF. 1986 wurde die Friedrichshafener Segelwoche erstmals von allen drei Friedrichshafener Segelclubs durchgeführt; seither wird dieses Ereignis im jährlich wechselnden Turnus von SMCF, WYC (Württembergischer Yacht-Club) und WVF (Wassersportverein Fischbach) organisiert.

## Sportliche Erfolge
Jugendleiter Andreas Hestermann segelte mit der „Schlüssel von Bremen“ beim Whitbread Round The World Race 1989/90 um die Welt und errang den Klassensieg.
2017 nahm SMCF-Mitglied Julian Sobott mit seinem Vorschoter Marc Hillebrand vom WYC an der 420er-Europameisterschaft teil.

## Clubheim Schussen

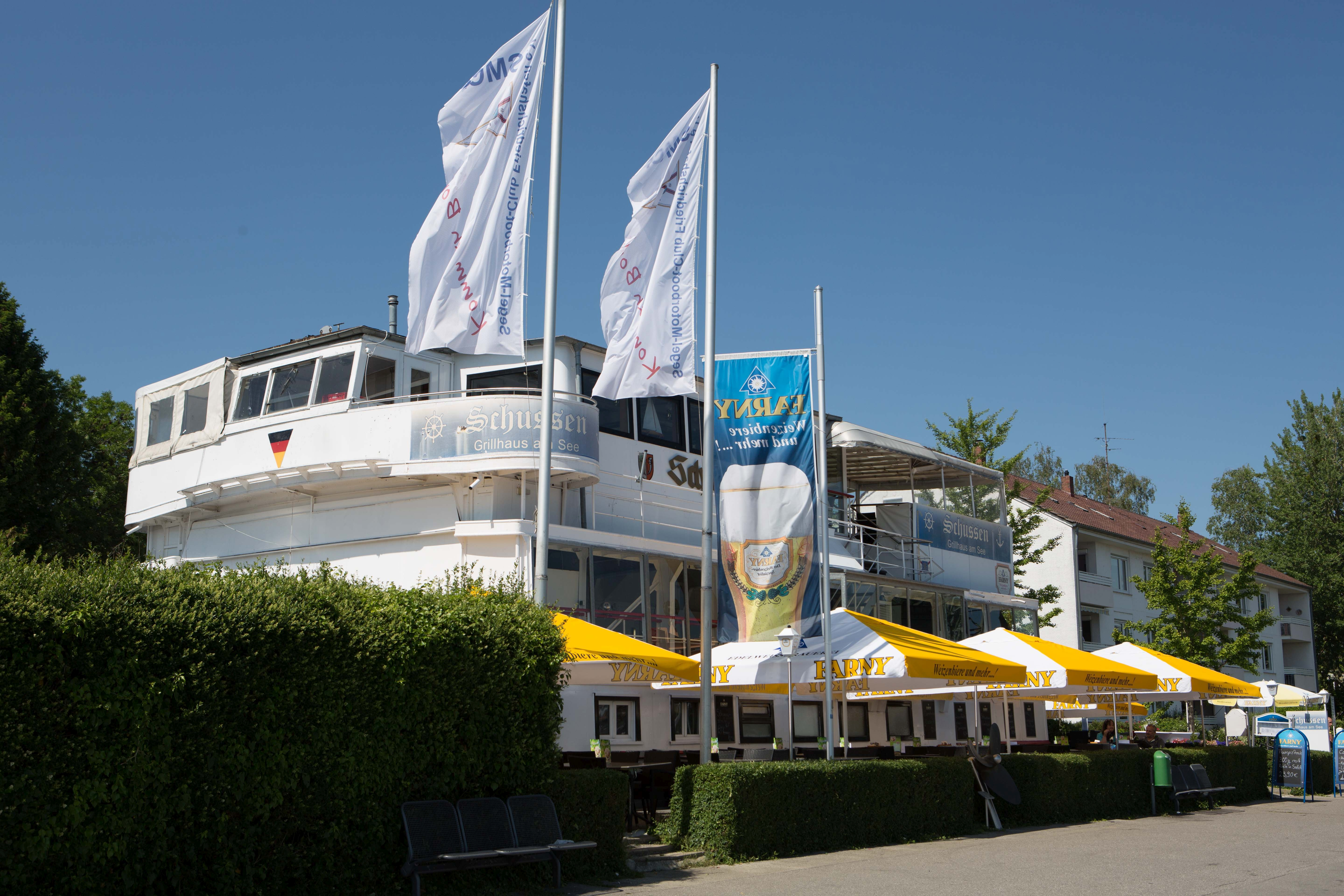
Clubheim „Schussen“ des SMCF

1986 wurde von der Deutschen Bundesbahn die ausgemusterte Fähre Schussen erworben. Die Schussen nahm im Jahr 1929 ihren Dienst als Eisenbahnfähre zwischen Romanshorn und Friedrichshafen auf, nach einem Umbau als Autofähre war sie bis 1983 im Einsatz. Die Schussen wurde von Clubmitgliedern zu einem Clubheim umgebaut und dient auch als Treffpunkt bei Regatten.